# Liste des monuments historiques de Tonnerre
Ce tableau présente la liste de tous les monuments historiques classés ou inscrits dans la ville de Tonnerre, Yonne, en France.
La ville compte 18 monuments historiques.

## Liste
| Monument                            | Adresse                              | Coordonnées                      | Notice         | Protection | Date | Illustration                        |
| ----------------------------------- | ------------------------------------ | -------------------------------- | -------------- | ---------- | ---- | ----------------------------------- |
| Fosse Dionne                        | Rue de la Fosse Dionne               | 47° 51′ 24″ nord, 3° 58′ 14″ est | « PA00113906 » | Classé     | 1920 | Fosse Dionne                        |
| Église Saint-Pierre de Tonnerre     |                                      | 47° 51′ 21″ nord, 3° 58′ 17″ est | « PA00113904 » | Classé     | 1920 | Église Saint-Pierre de Tonnerre     |
| Église Sainte-Catherine de Tonnerre | Place de la halle Daret              | 47° 51′ 21″ nord, 3° 58′ 22″ est | « PA00113905 » | Classé     | 1862 | Église Sainte-Catherine de Tonnerre |
| Hôtel d'Uzès                        |                                      | 47° 51′ 20″ nord, 3° 58′ 29″ est | « PA00113908 » | Inscrit    | 1926 | Hôtel d'Uzès                        |
| Hôtel-Dieu de Tonnerre              |                                      | 47° 51′ 22″ nord, 3° 58′ 31″ est | « PA00113907 » | Classé     | 1862 | Hôtel-Dieu de Tonnerre              |
| Marché couvert de Tonnerre          |                                      | 47° 51′ 24″ nord, 3° 58′ 25″ est | « PA00113974 » | Inscrit    | 1991 | Marché couvert de Tonnerre          |
| Ancienne confiserie de Tonnerre     | 25, rue de l'Hôpital                 | 47° 51′ 21″ nord, 3° 58′ 26″ est | « PA00113977 » | Inscrit    | 1991 | Ancienne confiserie de Tonnerre     |
| Hôtel Gauthier de Sibert            | 20 rue Jean-Garnier                  | 47° 51′ 23″ nord, 3° 58′ 22″ est | « PA89000037 » | Inscrit    | 2005 | Hôtel Gauthier de Sibert            |
| Église Notre-Dame de Tonnerre       |                                      | 47° 51′ 17″ nord, 3° 58′ 25″ est | « PA00113903 » | Classé     | 1946 | Église Notre-Dame de Tonnerre       |
| Couvent des Ursulines de Tonnerre   | 10-14 Rue Pasteur                    | 47° 51′ 17″ nord, 3° 58′ 28″ est | « PA00113902 » | Inscrit    | 1943 | Couvent des Ursulines de Tonnerre   |
| Fontaine du Patis                   | Allée des Poilus et de la Résistance | 47° 51′ 33″ nord, 3° 58′ 19″ est | « PA00135249 » | Inscrit    | 1995 | Fontaine du Patis                   |
| Maison, 2 rue Armand-Colin          | 2, rue Armand-Colin                  | 47° 51′ 22″ nord, 3° 58′ 22″ est | « PA00113909 » | Inscrit    | 1971 | Maison, 2 rue Armand-Colin          |
| Maison, 6 rue du pont               | 6, rue du Pont                       | 47° 51′ 26″ nord, 3° 58′ 32″ est | « PA00113911 » | Inscrit    | 1972 | Maison, 6 rue du pont               |
| Maison, 4 rue du pont               | 4, rue du Pont                       | 47° 51′ 26″ nord, 3° 58′ 32″ est | « PA00113910 » | Inscrit    | 1972 | Maison, 4 rue du pont               |
| Maison, 31 rue du pont              | 31, rue du Pont                      | 47° 51′ 30″ nord, 3° 58′ 36″ est | « PA00113915 » | Inscrit    | 1972 | Maison, 31 rue du pont              |
| Hôtel O'Gorman, 16 rue du pont      | 16, rue du Pont                      | 47° 51′ 28″ nord, 3° 58′ 35″ est | « PA00113914 » | Inscrit    | 1972 | Hôtel O'Gorman, 16 rue du pont      |
| Maison, 14 rue du pont              | 14, rue du Pont                      | 47° 51′ 28″ nord, 3° 58′ 35″ est | « PA00113913 » | Inscrit    | 1972 | Maison, 14 rue du pont              |
| Maison, 12 rue du pont              | 12 et 12bis, rue du Pont             | 47° 51′ 27″ nord, 3° 58′ 34″ est | « PA00113912 » | Inscrit    | 1972 | Maison, 12 rue du pont              |